# Farrington Island
Farrington Island ist eine kleine Insel des William-Scoresby-Archipels vor der Mawson-Küste des ostantarktischen Mac-Robertson-Lands. Sie liegt 6,5 km nordnordöstlich von Couling Island und 2,5 km westlich der Inselgruppe Klakkane.
Entdeckt und benannt wurde die Insel im Februar 1936 von Wissenschaftlern der britischen Discovery Investigations an Bord des Forschungsschiffs RRS William Scoresby. Namensgeber ist James Edward Butler Futtit „Fram“ Farrington (1908–2002), Funker auf diesem Schiff.